# Maksymilianów (województwo świętokrzyskie)
Maksymilianów – wieś w Polsce, położona w województwie świętokrzyskim, w powiecie ostrowieckim, w gminie Bałtów. Leży przy DW754.
| SIMC    | Nazwa      | Rodzaj    |
| ------- | ---------- | --------- |
| 1018479 | Krupka     | część wsi |
| 0226402 | Pod Lasem  | część wsi |
| 0226419 | Pod Łąkami | część wsi |

W latach 1975–1998 miejscowość administracyjnie należała do województwa kieleckiego.
Wieś sołecka - zobacz jednostki pomocnicze gminy Bałtów w  BIP
Wierni Kościoła rzymskokatolickiego należą do parafii Matki Bożej Bolesnej w Bałtowie.